# Sylligma hirsuta
Espèce
Sylligma hirsuta est une espèce d'araignées aranéomorphes de la famille des Thomisidae.

## Distribution
Cette espèce se rencontre en Namibie, au Congo-Kinshasa, au Rwanda et au Gabon.

## Description
La femelle holotype mesure 4 mm.
Le mâle décrit par Lessert en 1943 mesure 2,6 mm et la femelle 3,5 mm.

## Publication originale
- Simon, 1895 : Histoire naturelle des araignées. Paris, vol. 1, p. 761-1084 (texte intégral).